# Phạm Văn Vững
Phạm Văn Vững là sĩ quan cấp cao trong Quân đội nhân dân Việt Nam, hàm Chuẩn đô đốc. Ông nguyên là Chính ủy Quân chủng Hải quân, Quân đội nhân dân Việt Nam.

## Tiểu sử
Phạm Văn Vững là đảng viên Đảng Cộng sản Việt Nam.
Tháng 7 năm 2014, ông được bổ nhiệm giữ chức Chính ủy Bộ Tư lệnh Vùng 1 Hải quân Nhân dân Việt Nam.
Tháng 12 năm 2016, ông được bổ nhiệm giữ chức Chủ nhiệm Chính trị Quân chủng Hải quân, Ủy viên thường vụ Đảng ủy Quân chủng.
Tháng 11 năm 2018, ông được Thủ tướng Chính phủ Việt Nam Nguyễn Xuân Phúc bổ nhiệm giữ chức vụ Chính ủy Quân chủng Hải quân, Bí thư Đảng ủy Quân chủng,
Ngày 31 tháng 12 năm 2019, tại Quyết định 1967/QĐ-TTg, Thủ tướng Chính phủ Nguyễn Xuân Phúc quyết định Chuẩn đô đốc Phạm Văn Vững thôi giữ chức vụ Chính ủy Quân chủng Hải quân để nghỉ chữa bệnh.

## Lịch sử thụ phong quân hàm
| Năm thụ phong | 1990     | 1993      | 1996   | 2000     | 2004     | 2008      | 2012   | 2016         |
| ------------- | -------- | --------- | ------ | -------- | -------- | --------- | ------ | ------------ |
| Quân hàm      |          |           |        |          |          |           |        |              |
| Cấp bậc       | Trung úy | Thượng úy | Đại úy | Thiếu tá | Trung tá | Thượng tá | Đại tá | Chuẩn Đô đốc |
|               |          |           |        |          |          |           |        |              |